# Itacuruba
Itacuruba este un oraș în Pernambuco (PE), Brazilia.